# Ботаническа градина (Пловдив)
Ботаническата градина в Пловдив е ботаническа градина към Аграрния университет.

## Местонахождение
Ботаническата градина в Пловдив заема площ от 113 дка южно от булевард „Цариградско шосе“ и западно от микрорайон „Скобелева майка“ – А13 на жилищен район „Тракия“.

## История
Ботаническата градина в Пловдив е основана през 1946 г. върху участък от 250 декара. Тя е предоставена от тогавашната временната общинска управа в Пловдив на Агрономическия факултет на Държавния университет, който 4 години по-късно прераства в самостоятелен Висш селскостопански институт „Васил Коларов“.
Работата по изграждането на Ботаническа градина, която да създава добри условия за научноизследователска дейност започва през 1950 г. със създаването на ВСИ. Ръководителят на катедра „Ботаника“ проф. Кирил Киряков със своя колектив започва усилено проучване на растителните ресурси на България. Реалната дейност по създаване на ботаническата сбирка на градината започва през 1957 г., когато за неин ръководител е назначен д-р инж. Димо Граматиков.
С посадъчен материал от парковете на бившите царски дворци „Кричим“, „Врана“, „Евксиноград“ и от големите декоративни разсадници в страната се полага началото на арборетума на градината, който през 80-те и началото на 90-те години на XX в. е най-богатият във видово отношение в България.
През 1963 г. когато се създава катедра „Земеделска ботаника“, с ръководител проф. Стоян Димитров към ботаническата градина е създадена семенна банка и е издаден първият семенен каталог (дилектус), с който градината се включва в системата за международен обмен на растителен генетичен материал.
До 1990 г. има установени контакти с повече от 150 ботанически градини в Европа, Азия, Африка, Океания, Австралия, Северна и Южна Америка. От 1963 г. до 1991 г. ботаническата градина публикува ежегодно или през година семенен каталог.
В началото на 1970-те площта на градината е редуцирана двукратно. Първото редуциране е свързано с отнемане на част от площта на градината за строителство на жилищни блокове на квартал „Тракия“, а второто отнемане на площ е свързано с трасирането на продължение на булевард „Санкт Петербург“ от хотел SPS до пътен възел „Скобелева майка“, което все още не е реализирано. Така от първоначалните 250 декара ботаническата градина е сведена до 113,504 декара. Запазена е западната част от градината с арборетума.
През 2000 година градината преминава като държавно-публична собственост на Аграрния университет.

## Характеристики
Към момента в градината все още има ценни растителни видове, някои от които уникални за страната, които са застрашени от изчезване, поради недостатъчни средства за стопанисването и опазването им.

## Обществени прояви
След 1990 г. не се развива никаква дейност. Територията е занемарена и растителността избуяла.
Предвижда се ажурна ограда с метални пана с височина от 1,6 м с обща дължина от 1350 м да загради градината. Съоръжението е планирано с цел защита и опазване от посегателства като дарение на Аграрния университет от пловдивската община. Предвижда се изграждане на учебно-информационен център и разширението на пътя от ж.к. Тракия и оборудването му с тротоари.
През 2018 г. десетки доброволци се включват в няколко поредни почистващи акции.